# Autio
Autio är en ö i Finland. Den ligger i sjön Syväri och i kommunen Kuopio i den ekonomiska regionen  Kuopio ekonomiska region  och landskapet Norra Savolax, i den centrala delen av landet, 400 km nordost om huvudstaden Helsingfors. Öns area är 94,8 hektar och dess största längd är 2,1 kilometer i sydöst-nordvästlig riktning. I ön ingår Kuikanniemi, Apulaisniemi och Apulaisensaari.